# ماريا بولسين
ماريا بولسين (بالدنماركية: Maria Poulsen)‏ هي لاعبة كرلنغ دنماركية، ولدت في 29 أكتوبر 1984 في Hvidovre ‏ في الدنمارك.

## وصلات خارجية
- ماريا بولسين على موقع الاتحاد الدولي للكرلنغ (الإنجليزية)
- ماريا بولسين على موقع اللجنة الأولمبية الدولية (الإنجليزية)
- ماريا بولسين على موقع أوليمبيديا (الإنجليزية)